# Don't Stop the Party (canción de The Black Eyed Peas)
«Don't Stop the Party» —en español: no pares la fiesta—, es una canción del grupo estadounidense The Black Eyed Peas, incluida en su sexto álbum de estudio The Beginning.
Fue anunciado el 9 de mayo de 2011, en la página oficial de la banda que la canción era el tercer sencillo y que el vídeo musical sería lanzado en iTunes al día siguiente, 10 de mayo de 2011, desde ese momento que la canción tuvo un rotundo éxito en internet. Y fue escrita por sus miembros Will.i.am, Apl.de.ap, Taboo y Fergie, junto con Joshua Álvarez y LeReoy, y producida por will.i.am y DJ Ammo. Hablando de como los miembros del grupo se sienten a la hora de bailar, y como, en sus más deseosos momentos, piden que la fiesta no pare. 
El tema recibió reseñas mixtas por parte de los críticos de música, algunos criticaron el uso de juegos de palabras por parte de Will.i.am y la consideraron como "otra canción más de baile", pero otros pensaron que la canción era una "pista estimulante".
El video fue estrenado un día después de haber sido publicada en Internet. Resultó ser una recopilación de videos, fiestas, conciertos y estadías en la gira pasada en Sudamérica, mayoritariamente en Brasil, ahí se muestran a los integrantes bailando y cantando, y a sus seguidores festejando su música.

## Antecedentes y lanzamiento
Antes de que Will.i.am eligiera esta canción como su tercer sencillo del álbum surgió un rumor, donde se creía que esta iba a ser la canción antes de que will.i.am la confirmara, este rumor surgió por el programa norteamericano de MTV America's Best Dance Crew ya que el grupo de los phunk phenomenom bailaran esta canción. Desde ahí surgió este rumor, y se aumentó cuando se les envió un video a todos los usuarios amigos de bep en Myspace porque les llegó un vídeo donde estaba Fergie con el traje que uso en la gira The E.N.D. World Tour pero los usuarios de esta red social no lo podían ver.
Hubo una gran controversia en cuanto a su lanzamiento y sus posiciones, pues el hit había sido estrenado a principios de mayo y bien entrado julio la canción no había debutado en casi ninguna lista musical importante, y por ello se le dio por un rotundo fracaso. No obstante, esto cambió, pues el sencillo había sido lanzada solo en internet la fecha dispuesta. Su estreno en radios fue a finales de junio, y por eso es que el sencillo tuvo una demora larga en entrar a las listas internacionales, sobre todo a la ansiada Billboard Hot 100. 
La canción fue confirmada por Will.i.am el 11 de mayo a través de Web Cam en Ustream. El video fue lanzado al siguiente día en la misma página web. Su publicación fue oficialmente el 28 de junio de 2011.

## Recepción de la crítica
Mónica Herrera escribió a Billboard que "la música es producida por expertos, pero los problemas surgen cuando Will.I.Am afirma lo mismo de su juego de palabras. En la pista Don't Stop the Party", se golpea el pecho-, 'Kill le mi lyricals / Llámame verbal criminal. " Es un alarde estúpido para un artista que se centra claramente en los tiempos de rimas, y es probablemente mejor para él. " Andy Gill escribió para The Independent que "con riffs de sintetizador pisar marciales, espartano ritmos electro y loping surcos bajo la conducción . cuyas pistas pensamiento único es señalada por títulos como 'No se detenga el partido " Una revisión positiva vino de Bill Lamb, editor de About.com , que fue a decir que: "MPA impulsar el ritmo a medida que solicitud "no se debe parar el partido". Cordero dijo que "Will.I.Am empieza a hablar de futurismo aquí de nuevo y, efectivamente nos encontramos en medio de una ruptura trance sonido futurista. La fiesta alcanza su punto máximo alrededor de cinco minutos en la canción, y es emocionante." Otra reacción positiva vino de John Bush, editor de la guía de la música que iba a decir que la canción es un "momento de dispersión de la respetabilidad" y lo elegimos como "Pick AMG". Gavin Martin escribió para el Daily Mirror que "la operístico ambicioso "Don't Stop the Party" da paso a un breve interludio terrible que es más o menos una declaración de temblar la tierra la guerra sónica." Felicidades al que hizo la traducción es pésima

## Video musical

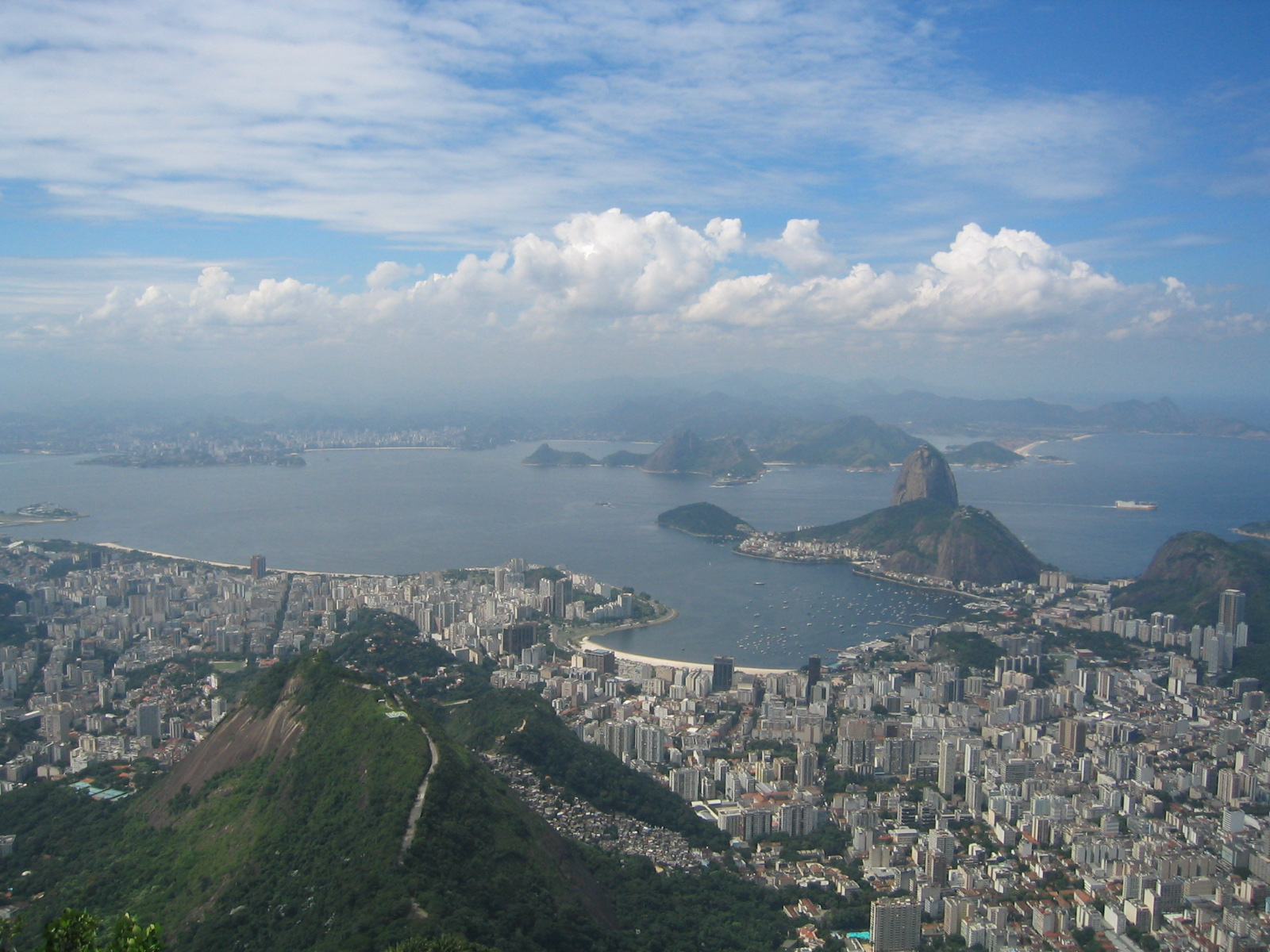
El Video fue grabado en la anterior gira The E.N.D. World Tour en Sudamérica, mayoritariamente en Brasil. En la imagen se puede ver a la toma aérea de Río de Janeiro que aparece en el video

El video de comienza con un puzle que respectivamente arma los nombres de: Black Eyed Peas, Don't Stop the Party y Ben Mor. 
Fue grabado en escenarios , conciertos y fiestas de la anterior gira The E.N.D. World Tour en Sudamérica, mayoritariamente en Brasil. También se logran ver distintas ciudades en las cuales el grupo estuvo de gira en aquel continente y pueden divisarse a los 4 integrantes bailando y cantando.
Después del puzle comienza la parte de Will.I.Am en donde a él, a su vez, se le ve cantando, siendo dj en fiestas y a los seguidores de Black Eyed Peas bailando en los conciertos. Luego aparece Fergie (en la parte que canta) y se le puede observar bailando y cantando en conciertos. A continuación, en las partes de apl.de.ap y Taboo, el primero baila en escenarios, canta en fiestas y baila breakdance, y al segundo se le puede ver en conciertos. 
Cuando nuevamente canta Fergie se ven de tomas del cielo (en helicóptero) , paisajes, ciudades y lugares del tour. El video finaliza en los mismos escenarios (conciertos, ciudades, fiestas, etc), una toma de un concierto de Black Eyed Peas finalizando y una Van cerrando sus puertas en donde se pueden distinguir al grupo con el fondo de su anterior disco The E.N.D.

## Presentaciones en vivo
Aparte de que los Black Eyed Peas han cantado esta canción en su reciente gira: The Beginning Massive Stadium Tour. Antes de ello, se han presentado en diferentes escenarios, cantando la canción en forma de promoción. El primer escenario en hacerlo fue en The Paul O'Grady Show, el 13 de mayo de 2011 y al otro día en So You Think You Can Dance, ambos en Inglaterra, ahí promocionaron al sencillo en aquel país. Más tarde se presentarían en Factor X de Francia, el 17 de mayo del mismo año, fue ahí en donde la canción se lanzó en aquel país, y además de Don't Stop the Party, cantaron The Time (Dirty Bit).
Para finalizar sus presentaciones, el grupo hizo su espectáculo más increíble e impresionante el 24 de mayo en Dancing with the Stars, en donde jugaron con láseres e hicieron grandes juegos de luces, maravillando al público presente. Fue entonces cuando el grupo dio a conocer la canción en Estados Unidos, además lo lanzaron oficialmente en radios americanas.

## Lista de posiciones
| País            | Listas                      | Mejor Posición |
| --------------- | --------------------------- | -------------- |
| Australia       | Australia Singles Chart     | 16             |
| Austria         | Ö3 Austria Top 75           | 10             |
| Alemania        | German Youth Airplay Chart  | 5              |
| Bélgica         | Ultratop 50 Flanders        | 6              |
| Bélgica         | Ultratop 40 Wallonia        | 3              |
| Brasil          | Billboard Hot 100 Airplay   | 3              |
| Brasil          | Billboard Hot Pop & Popular | 10             |
| Canadá          | Canadian Hot 100            | 18             |
| Chile           | Chile Top Singles           | 2              |
| Escocia         | La Official Charts Company  | 10             |
| México          | AMPROFON                    | 2              |
| Estados Unidos  | Billboard Pop 100           | 23             |
| Estados Unidos  | Billboard Hot 100           | 86             |
| Estados Unidos  | Billboard Latin Songs       | 20             |
| Francia         | French Singles Chart        | 3              |
| Irlanda         | Irlanda Singles Chart       | 3              |
| Nueva Zelanda   | New Zealand Singles Chart   | 9              |
| Reino Unido     | UK R&B Chart                | 17             |
| Reino Unido     | UK Singles Chart            | 6              |
| República Checa | IFPI                        | 10             |
| Rumania         | Romania Top Singles         | 81             |
| Suecia          | Suecia Top 100              | 3              |
| Suiza           | Suiza Top Singles           | 25             |